# Tiava
Tiava (em latim: Thiava) era um assentamento romano da Numídia, na atual Argélia. Desde 1933, é uma sé titular, representando a antiga Diocese de Tiava, que existia ali.

## Histórico
Tiava ficava entre Annaba e Souk Ahras na Argélia de hoje
A Igreja de Tiava é mencionada por Santo Agostinho na carta escrita em torno de 405 ao bispo Alípio de Tagaste, no qual o santo de Hipona recomenda a população de Tiava, que recentemente havia se convertido ao catolicismo; em outra pregação Alípio permite que os bens de Honorato, religioso do mosteiro de Tagaste, fossem utilizados para a construção da nova igreja. Este Honorato é provavelmente o mesmo bispo de Tiava, o único conhecido desta diocese, mencionado numa carta de Santo Agostinho, escrita por volta de 428, em resposta a duas cartas de Honorato, que perguntou a Agostinho, entre outras coisas, que atitude tomar diante da invasão dos Vândalos.
Tiava tornou-se uma sé titular episcopal em 1933 e desde 23 de dezembro de 2020 seu titular é Nivaldo dos Santos Ferreira, bispo-auxiliar de Belo Horizonte.

## Bispos
- Honorato † (mencionado em 428)

## Bispos-titulares
- Ignace Ramarosandratana † (1939 - 1955)
- José Pedro da Silva † (1956 - 1965)
- Eugène-Jean-Marie Polge † (1965 - 1968)
- Stephen Stanislaus Woznicki † (1968 - 1968)
- Dermot Patrick O'Mahony † (1975 - 2015)
- Hélio Pereira dos Santos (2016 - 2020)
- Nivaldo dos Santos Ferreira (desde 2020)